# Người Việt tại Thái Lan
Người Việt tại Thái Lan là những nhóm dân người Việt cư ngụ tại Thái Lan. Người Việt có mặt tại Thái Lan ít ra từ thế kỷ 18 qua nhiều đợt di cư từ Việt Nam.

## Lịch sử

### Trước thập niên 1940, người Việt "cũ"
Việc người Việt di cư sang Thái Lan diễn ra qua mấy giai đoạn lịch sử, phản ảnh tình hình chính trị và xã hội dao động tại Việt Nam. Có tài liệu đặt mốc năm 1548 thời kỳ Vương quốc Ayutthaya là thời điểm đầu vì sử sách Thái đã nhắc đến Wat Khun Yuan của người Việt nhân khi nhà vua cho đào con kênh ở ngoài thành. Triều vua Narai tức Somdet Phra Ramathibodi III (trị vì 1656-1688) thì sứ thần Pháp là Simon de la Loubrère khi sang Xiêm cũng đã ghi nhận sự hiện diện của người Việt từ Đàng Trong cư ngụ ở ngoài thành Ayutthaya như trong tấm bản đồ vẽ năm 1691. Khu vực phía tây thành mang tên "Ban Plahet" được ghi là khu đông người Việt, phần lớn là giáo dân Công giáo, có cả chủng viện của người Pháp.
Đến thời Tây Sơn thì chứng tích người Việt sang Xiêm đã rõ; đa số là để tránh loạn lạc chinh chiến. Sang thời Nhà Nguyễn một số khác theo đạo Công giáo bỏ sang Thái Lan vì chính sách cấm đạo của triều đình. Trong mấy đợt chiến tranh Việt Xiêm trên đất Cao Miên dưới hai triều Minh Mệnh và Thiệu Trị lại có thêm một số người Việt bị bắt làm tù binh giải về Xiêm. Theo khảo sát của tổng lãnh sự Pháp ở Vọng Các năm 1887 có 5.000 người Việt ở Vọng Các, 1.200 ở Chân Bôn, 400 ở Ayuthia, 1000 ở vùng Nakhon Phanom và Sakon Nakhon; còn lại là 700 người rải rác khắp Xiêm, tổng cộng là 8.300 người. Mấy nhóm này thường gọi là "người Việt cũ". Tính đến thập niên 1970 với khoảng 20.000 người thì đã có đến bảy thế hệ người Việt sinh sống trên lãnh thổ Thái là hậu duệ của mấy đợt di cư này, đa số đã hòa nhập toàn phần vào xã hội Thái, không khác người bản địa là mấy.

#### Người Việt và Phật giáo An Nam tông
Đợt di dân đáng kể lúc đầu là khoảng năm 1780, trong số đó có Nguyễn Phúc Ánh cùng gia thần trốn sang Vọng Các (Bangkok กรุงเทพมหานคร) để tránh cuộc truy đuổi của quân Tây Sơn. Năm 1787 tướng Nhà Nguyễn là Nguyễn Huỳnh Đức bị quân Tây Sơn đánh bại, phải dẫn tàn quân khoảng 5000 người trốn theo đường thượng đạo qua Lào để đến đất Thái. Khi Nguyễn Ánh trở về nước thì vua Xiêm ép các di thần Nhà Nguyễn phải ở lại Xiêm. Đó là hạt mầm của cộng đồng người Việt tại Thái Lan sau này; các sử gia ước tính khoảng hơn 3000 người gồm binh lính và giáo dân đã ở lại Xiêm khi Nguyễn Ánh trở về tái chiếm Gia Định. Xiêm triều cho họ ngụ ở Bangpho (บางโพ) phía bắc Vọng Các và bổ Thông Dung Gian và Ho Dương Dac làm chánh suất đội để cai quản họ theo lệ kiểm soát ngoại kiều, tương tự như cách Nhà Nguyễn bổ nhiệm bang trưởng cai quản các bang Hoa kiều. Ngôi chùa Wat Annamnikayaram (วัดอนัมนิกายาราม) ở Bangpho là do cộng đồng người Việt lập nên từ thời kỳ đó. Tập trung ở vùng Vọng Các, nhóm di dân này đa số là nam giới nên họ lấy vợ bản xứ người Thái hoặc người Hoa, hậu duệ thường không nói được tiếng Việt mà chỉ biết mù mờ là họ gốc gác người Việt mà thôi. Những ngôi chùa của người Việt sau đó cũng được triều đình Thái sắc phong, công nhận phái tu Đại Thừa của người Việt là An Nam tông (tiếng Thái: Annamnikaya อนัมนิกายา). Các vua Rama IV và Rama V Hoàng gia Thái từng cúng dường và chiêu thỉnh các tăng sĩ thuộc phái An Nam tông vào cung làm lễ. Trong số tên tuổi của những cao tăng người Việt thời trước nay còn lưu danh Hòa thượng Thích Chấn Hưng, người khai sáng ra chùa Khánh Vân.
| Chùa lịch sử của người Việt tại Thái Lan do chính quyền Thái công nhận 1970 | Chùa lịch sử của người Việt tại Thái Lan do chính quyền Thái công nhận 1970                      | Chùa lịch sử của người Việt tại Thái Lan do chính quyền Thái công nhận 1970 |
| Tên tiếng Việt                                                              | Tên tiếng Thái                                                                                   | Địa điểm                                                                    |
| --------------------------------------------------------------------------- | ------------------------------------------------------------------------------------------------ | --------------------------------------------------------------------------- |
| Chùa Quảng Phước                                                            | Wat Anamnikayaram วัดอนัมนิกายาราม (Wat Yuon Bang Pho วัดญวนบางโพ)                                   | 27, Praccharat Road 1, Bangsue, Bangkok 10800                               |
| Chùa Cảnh Phước (chùa Bà Lớn)                                               | Wat Sammanamborihan วัดสมานบริหาร (Somananam Bhorihan hay Samanam Boriharn)                        | 416 Lugluang, Siyak Mahanak Dusit, Bangkok 10300                            |
| Chùa Phổ Phước                                                              | Wat Kusalsamakorn Kusolsamakhorn                                                                 | 97, Soi Watkuson, Ratchawong Rd, Sampanthawong, Bangkok 10100               |
| Chùa Khánh Hội (còn gọi là Hội Khánh)                                       | Wat Mongkolsmakom Mongkol Samakhom                                                               | 48 Plangnam, Sampanthawong Sub, Sampanthawong, Bangkok 10100                |
| Chùa Từ Tế                                                                  | Wat Lokanukra Lokanukro                                                                          | 126, Ratchawong, Chawarat Sampanthawong, Bangkok 10100                      |
| Chùa Túy Ngạn (còn gọi là Tỷ Ngạn)                                          | Wat Chaiyabhumikaram วัดชัยภูมิการาม                                                                 | 30 Yaovapanid, Chakrawad, Sampanthawong, Bangkok 10100                      |
| Chùa Khánh Vân                                                              | Wat Ubhairajbamrung วัดอุภัยราชบำรุง Upai Ratchabamrung อุภัยราชบำรุง (Wat Yuan Talad Noi วัดญวนตลาดน้อย) | Talat Noi: 864 đường Charoekrung, Samphanthawong, Bangkok                   |
| Chùa Khánh Thọ                                                              | Wat Thavornvararam วัดถาวรวราราม Thavornvayaram ถาวรวราราม                                        | 18/1 Muu 5 Muangchum, Thamuang, Kanchanaburi 71000                          |
| Chùa Phước Diện                                                             | Wat Khetnabunyaram วัดเขตร์นาบุญญาราม Khetnabunyaram เขตร์นาบุญญาราม                                  | 28 Khuang Wadmai Mueng, Chanthaburi 22000                                   |
| Chùa Khánh Thọ                                                              | Wat Thavornvararam วัดถาวรวราราม                                                                  | 45 Sangchan, Hadyainai, Hadyai, Songkhla 90110                              |

Theo học giả Đỗ Thúy Hà thì đến năm 2015 tổng cộng có 16 ngôi chùa cả thảy nhưng hầu hết tu sĩ là người Thái hoặc Thái gốc Hoa. Chỉ có phần nghi lễ là lưu lại ít nhiều dấu nét của người Việt mà thôi.

#### Người Việt và đạo Công giáo tại Thái Lan

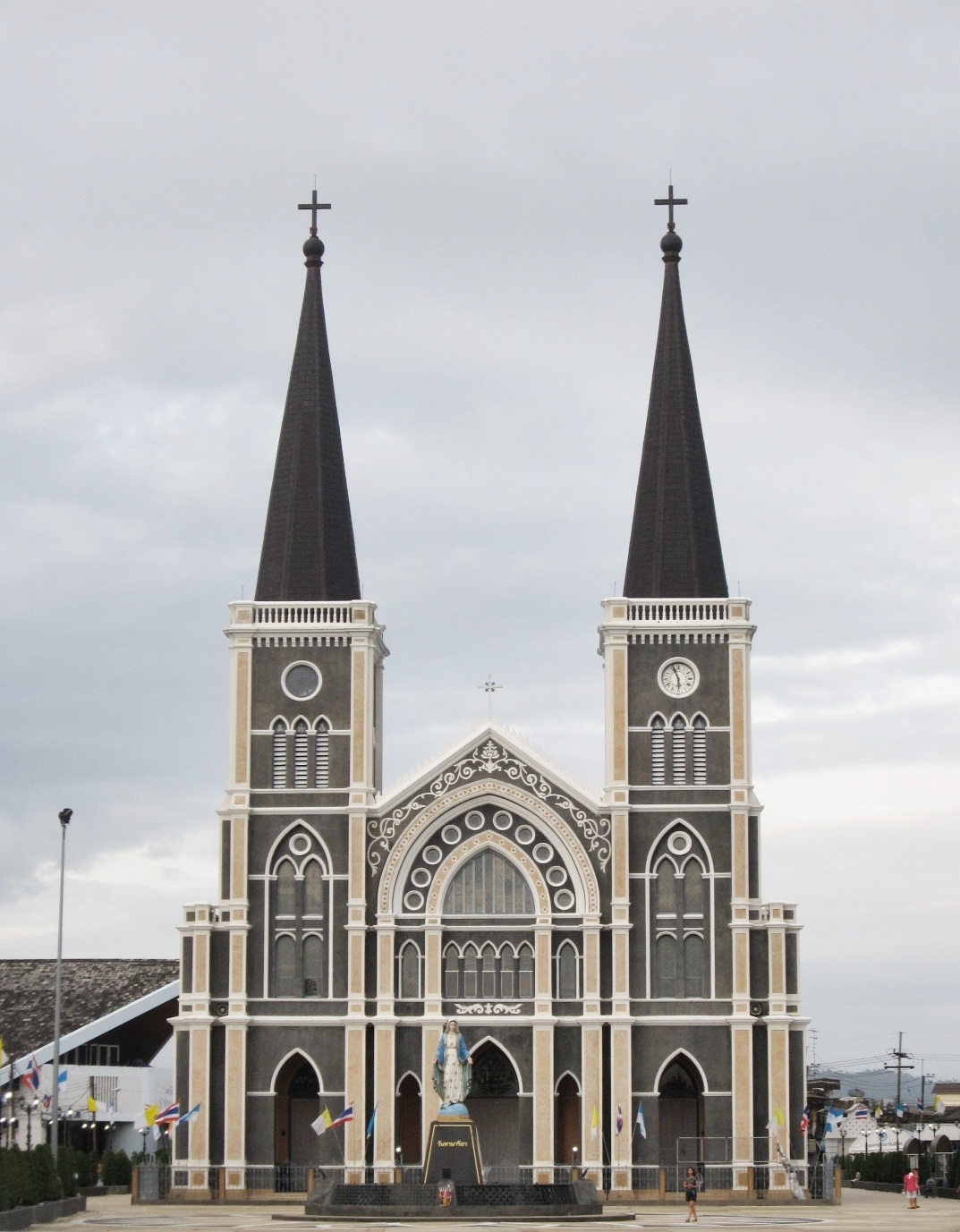
Nhà thờ chính tòa Chanthaburi lớn nhất Thái Lan, thành lập bởi cộng đoàn gốc Việt tới đây từ đầu thế kỷ 18.

Nhóm giáo dân thì năm 1707 đã có khoảng vài chục gia đình sang đến Chanthaburi (จังหวัดจันทบุรี). Hai Giám mục Đại diện Tông tòa Pierre Lambert de la Motte của Đàng Trong và François Pallu của Đàng Ngoài đã nhóm họp công đồng tại Ayutthaya năm 1664. Collège général (Trường học tổng quát), còn gọi là Đại chủng viện Thánh Giuse, được thành lập năm 1665.
Năm 1785 lại có 580 người đạo Công giáo theo đường biển đến Samsen (สามเสน) (nay thuộc Bangkok) không lâu sau khi Nguyễn Phúc Ánh đến tá túc ở đất Thái. Khoảng triều Minh Mệnh trở đi khi việc cấm đạo càng ngặt thì số người Việt theo đạo tỵ nạn ở Xiêm càng đông. Số lớn định cư ở Chân Bôn, tức Chanthaburi vùng đông nam Thái Lan theo ngả đường biển. Đến cuối thế kỷ 19 thì một số lại sang Thái theo ngả đường bộ, định cư ở vùng đông bắc Thái Lan (Isan). Nhóm giáo dân người Việt này vẫn giữ nếp sinh hoạt với nhau nhiều hơn nên vẫn nói được tiếng Việt. Công giáo Việt Nam ở vùng Isan đa số có gốc từ Bắc Trung Bộ, nổi bật trong cộng đoàn này là Tổng Giám mục Antôn Weradet Chaiseri của Thare và Nonseng. Người gốc Việt cũng là nguồn nhân lực lớn trong hoạt động của các giáo xứ Công giáo Thái Lan, và trong chủng viện tại Sriracha ở Chonburi (ชลบุรี).

#### Hội nhập
Người Việt ở Thái sinh hoạt chủ yếu trong phạm vi cộng đồng di dân đến triều vua Rama VI thì mới bắt đầu ghi danh lấy tên họ tiếng Thái. Dấu vết đó còn lưu lại trong những họ bắt đầu với "Anam" như Anamnart, Anamwat, Anampong.

#### Hoạt động kháng Pháp
Cộng đồng người Việt tại Thái có sức mạnh đáng kể nên năm 1905 Hoàng thân Cường Để và Phan Bội Châu khi lánh ra nước ngoài để vận động phong trào chống Pháp thì đều ghé Thái Lan tìm nguồn ủng hộ. Việt Nam Phục quốc Hội đã dùng Thái Lan làm nơi tập hợp để chuyển người sang Nhật Bản và Trung Quốc. Nhóm Duy Tân hội thì khoảng những năm 1908-12 còn phái người sang Thái Lan làm ruộng cùng các nghề khác sinh nhai để tài trợ cho công cuộc đánh Pháp ở quê nhà. Đảng Cộng sản Đông Dương cũng hoạt động mạnh trong cộng đồng người Việt từ khoảng thập niên 1920 trở đi với những đoàn thể "Cứu quốc". Theo tài liệu của Pháp thì tổng số người Việt ở Xiêm vào cuối thập niên 1920 là khoảng 30.000.

#### Đảng Cộng sản Xiêm
Cùng theo chân với sự xâm nhập của Đảng Cộng sản Đông Dương, Đảng Cộng sản Xiêm ra đời vào năm 1930 với sự ủng hộ của Hồ Chí Minh nhằm lật đổ triều đình Thái. Thành phần hơn 300 đảng viên vào năm 1933 thì đại đa số là Hoa kiều nhưng cũng có 55 người Việt khiến chính quyền Thái coi cộng đồng người Việt là đối tượng phản loạn và ra tay đàn áp. Tính đến năm 1936 thì hơn 600 người Việt bị giam vì dính líu với hoạt động cộng sản chống chính quyền Thái.

### Đợt thứ hai: thập niên 1940, người Việt "mới"
| Số liệu người Việt tỵ nạn tại Thái Lan dọc sông Mê Kông năm 1954 | Số liệu người Việt tỵ nạn tại Thái Lan dọc sông Mê Kông năm 1954 |
| Tỉnh                                                             | Số lượng                                                         |
| ---------------------------------------------------------------- | ---------------------------------------------------------------- |
| Ubon                                                             | 6.734                                                            |
| Sakhon Nakhon                                                    | 9.206                                                            |
| Nakhon Phanom                                                    | 16.736                                                           |
| Nongkhai                                                         | 14.509                                                           |

Khi chiến tranh Đông Dương bắt đầu vào thập niên 1940 thì một làn sóng người Việt ở Lào và Cao Miên ùa sang đất Thái tỵ nạn dọc vùng sông Mekong. Tổng số vào năm 1946 là 46.700 người, đa số gốc từ miền trung sang nương náu ở Nakhon Phanom và Mukdahan sau khi quân đội Pháp mở cuộc tái chiếm Lào và ném bom Thakhek. Khoảng 10.000 người sau đó hồi hương nhưng 40.000 vẫn lưu lại đất Thái vì sau đó tân chính phủ Lào độc lập thay đổi quyền công dân, liệt nhóm người này là ngoại kiều, không phải quốc tịch Lào nên không cho phép họ về đất Lào. Sang thập niên 1950, khi lực lượng Việt Minh lên nắm quyền ở Hà Nội thì Chính phủ Thái cho rằng di dân người Việt, trong số đó có tỷ lệ không nhỏ có cảm tình với Việt Minh, là mối đe dọa cho nền an ninh Thái, nên Bangkok tìm cách đuổi họ về. Mối quan tâm của Bangkok càng tăng khi quân Pathet Lào được Việt Nam Dân chủ Cộng hòa hậu thuẫn ở Lào, bổ sung 40.000 quân chính quy giúp đỡ Phathet Lào đánh Vương quốc Lào.
Trên giấy tờ thì việc hồi hương là hoàn toàn tự nguyện nhưng chính phủ Thái chọn lập trường không hợp thức hóa nhóm người Việt di cư vào thập niên 1940 cùng gây khó dễ cho họ về mặt sinh nhai nên việc ghi danh hồi hương là có áp lực chứ không hẳn là tự nguyện. Cùng lúc đó Hà Nội muốn nhận người hồi hương để ganh đua với chính phủ Việt Nam Cộng hòa trên diễn đàn quốc tế. Số người ghi danh hồi hương được coi là hành động tượng trưng cho việc ủng hộ Việt Nam Dân chủ Cộng hòa. Hà Nội cũng dùng địa vị này để giành quyền "đại diện" cho Việt kiều cùng là tiếng nói duy nhất của chính thể Việt Nam.

#### Cộng đồng người Việt và Việt Nam Dân chủ Cộng hòa
Năm 1960, Hà Nội và Bangkok thỏa thuận qua trung gian Hội Hồng thập tự xúc tiến hồi hương; khoảng 35.000 người trên 58 chuyến tàu từ Bangkok được chở về Hải Phòng trong thời gian hai năm (1960-1962). Hà Nội sau đó đình hoãn, vì cho là số lượng quá cao, đòi giảm số lượng hồi hương hằng tháng xuống còn 600 người. Chính phủ Thái đồng ý và tháng 8, năm 1963, việc hồi hương tiếp tục thêm 17 tháng nữa cho đến tháng 7 năm 1964 thì Việt Nam Dân chủ Cộng hòa hủy bỏ hợp đồng, cho rằng Sự kiện Vịnh Bắc Bộ gây nguy hiểm cho đoàn tàu cùng lúc tình hình lương thực thiếu thốn ở Bắc Việt. Vào thời điểm đó tổng số người Việt hồi hương là hơn 40.000 trên 75 chuyến tàu. Tuy nhiên vẫn còn một số đã ghi danh hồi hương nhưng không đi được. Con số này đến năm 1964 đã tăng lên thành 36.437 (14.101 người lớn, số còn lại là trẻ con, phần lớn sinh ra trên đất Thái). Sang thập niên 1970 với thế hệ thứ hai sinh sống tại Thái Lan, con số này là khoảng 50.000 người. Họ được xem là "người Việt mới" (tiếng Thái: Yuan mai), khác với "người Việt cũ" trước thập niên 1940.

#### Cộng đồng người Việt và Việt Nam Cộng hòa
Đối với chính phủ Việt Nam Cộng hòa thì lập trường theo đuổi về nhóm người "Việt mới" không phải là hồi hương mà là hội nhập nên những đợt thương thảo với Bangkok tập trung vào việc hợp thức hóa nhóm dân này làm cư dân Thái gốc Việt. Hơn nữa Sài Gòn cũng lo ngại cán binh nằm vùng của Cộng sản len lỏi vào Miền Nam nếu mở đường hồi hương quy mô. Dù vậy cũng có vài ngàn người từ Thái Lan hồi hương về Miền Nam.
Tính đến năm 1975 thì tổng cộng có 80.000 người Việt (cả "cũ" và "mới") trên đất Thái.

### Đợt thứ ba: người Việt tỵ nạn 1975-1995
Sau năm 1975, dưới chính thể Cộng hòa Miền Nam Việt Nam và Cộng hòa Xã hội Chủ nghĩa Việt Nam số người Việt không chịu sống dưới chế độ mới tìm cách vượt biên tỵ nạn. Theo số liệu của Cao ủy Liên Hợp Quốc về người tị nạn, trong khoảng thời gian 1975-1995 đã có 849.228 người Việt vượt biên bằng đường biển và đường bộ. Số không nhỏ đến Thái Lan mặc dù hiểm nguy vì hải tặc trên Vịnh Thái Lan cướp bóc giết hại. Trong số này, Thái Lan chỉ là chặng dừng chân tạm trú nên 90% người Việt tỵ nạn sau đó đã được các nước thứ ba nhận đi định cư. Số còn lại vào năm 1996 là 5.000 người; chính phủ Thái một lần nữa chọn giải pháp cưỡng bức hồi hương.
Sang năm 1997 thì trên danh nghĩa pháp lý chỉ còn bảy người Việt tỵ nạn trên lãnh thổ Thái. Bangkok gửi về Việt Nam 127 người đã sống ở trại lâu năm, coi như đóng lại trang sử người Việt tỵ nạn trên đất Thái. Trên giấy tờ thì gần như không có người Việt tỵ nạn của ba thập niên 1970-1990 được định cư ở Thái Lan, khác với những đợt di dân trước.
Kể từ sau năm 1990 vẫn có người Việt tiếp tục vượt biên sang Thái Lan xin tỵ nạn. Không hội đủ điều kiện, có 105 người bị Sở Di trú Thái giam giữ. Năm 2014 với sự vận động của tổ chức VOICE ở Manila của sáng lập viên Trịnh Hội cùng cộng đồng người Việt ở Canada và ở Mỹ quyên góp tài vật và tranh đấu với giới chức địa phương, 28 người rồi 39 người được nhận định cư ở Canada.

### Nhập tịch Thái
Việc nhập tịch thì chính phủ Thái vào cuối thế kỷ 20 đề ra ba đối tượng người Việt được xét đến:
1. Người Việt di cư sang Thái Lan vào những năm 1945-1946
2. Thế hệ thứ nhì: Con của lớp người di cư năm 1945-1946, sinh ra trên đất Thái
3. Thế hệ thứ ba: cháu của lớp người di cư năm 1945-46, sinh ra trên đất Thái.

Việc thủ tục ghi danh lúc đầu hoàn toàn do tỉnh chấp hành,năm 1989 chuyển về trung ương thuộc Ủy ban ghi danh di dân gốc Việt. Ba nhóm này bị hạn chế di chuyển không quá 100 cây số nơi cư ngụ.
Năm 1996 thì ba nhóm trên được cấp thẻ căn cước màu trắng có viền màu lam. Đối tượng nhóm 1 được quyền cư trú hợp pháp nhưng không được nhập tịch. Đối tượng nhóm 2 được quyền nộp đơn xin nhập tịch; ngay năm 1996 có 9100 người nộp đơn. Đối tượng nhóm 3 thì được coi là công dân Thái Lan kể từ năm 1992.

### Thế kỷ XXI
Theo nhà chức trách Thái thì năm 1997 có 43.690 người Việt sinh sống tại Thái Lan, trong số đó 26.423 người đã nhập tịch Thái hoặc có giấy tờ hợp thức. Con số không chính thức có thể lên tới 100.000.
Hiện nay, trong hơn 20 tỉnh tại Thái Lan có đông Việt kiều sinh sống, đã có 9 tỉnh được chính quyền địa phương cho phép thành lập Hội, tạo điều kiện để bà con Việt kiều thuận lợi trong sinh hoạt cộng đồng, hướng về đất nước và đóng góp xây dựng mối quan hệ tốt đẹp giữa hai nước Việt Nam – Thái Lan. Ngày 29/8/2013, Hội Người Thái Lan gốc Việt tại Bangkok chính thức thành lập và khai trương trụ sở tại thủ đô Bangkok của Thái Lan, với sự có mặt của Đại sứ Việt Nam tại Thái Lan Ngô Đức Thắng, Chủ tịch Hội hữu nghị Thái-Việt Prachuab Chaiyasan; Chủ tịch Hội người Việt Nam toàn Thái Lan Cao Văn San và đông đảo bà con Việt kiều tại Thái Lan. Buổi lễ thành lập và khai trương trụ sở Hội người Thái Lan gốc Việt tại Bangkok diễn ra trong bầu không khí trang trọng với các nghi lễ Phật giáo, tụng kinh niệm Phật của đoàn sư sãi người Việt Nam. Hoạt động dưới hình thức lâm thời từ năm 2010, được sự cho phép của các cấp chính quyền Thái Lan hồi đầu năm nay, Hội Người Thái Lan gốc Việt hay còn gọi là Hội Việt kiều Bangkok bao gồm 7 nhóm Việt kiều đồng hương, hoạt động dưới sự điều hành của Ban lãnh đạo gồm 15 thành viên. Trong thời gian vừa qua, Hội đã tổ chức hàng chục hoạt động hướng về quê hương, đất nước cũng như tổ chức các buổi giao lưu, gặp gỡ cộng đồng, tạo được uy tín đối với chính quyền địa phương và bà con Việt kiều. Việc chính thức thành lập và khai trương trụ sở Hội tại số nhà 71/85 Soi 21, đường Samwang sẽ giúp bà con Việt Kiều tại Bangkok có địa điểm gặp gỡ, hoạt động cộng đồng và tham gia các hoạt động chung một cách thống nhất và có tổ chức. Đây cũng là một trong những bước phát triển của Việt kiều tại Thái Lan theo hướng chính thức thành lập Hội tại các tỉnh có Việt kiều sinh sống sau khi được chính quyền địa phương cho phép.
Bộ Giáo dục và Đào tạo đã đưa chương trình dạy tiếng Việt trực tuyến cho người Việt Nam ở nước ngoài theo hai bộ sách giáo khoa Quê Việt dành cho người lớn và Tiếng Việt vui dành cho trẻ em và thanh thiếu niên trên website: www.tiengvietonline.com.vn. Đây là Chương trình dạy tiếng Việt trực tuyến, thuộc Đề án "Hỗ trợ việc dạy và học tiếng Việt cho người Việt Nam ở nước ngoài" do Bộ Giáo dục và Đào tạo chủ trì. Mục đích của chương trình này là nhằm tạo thêm điều kiện thuận lợi để người Việt Nam đang sống ở nước ngoài có thể tự học tiếng Việt.
Ngày 14/03/2016, Hội người Việt Nam tại Thái Lan phối hợp với chùa Khánh An, tỉnh Udon Thani, Đông Bắc Thái Lan tổ chức đại lễ cầu siêu - tưởng niệm các anh hùng liệt sĩ đã hi sinh vì Tổ quốc và đồng bào tử nạn, nhân kỷ niệm 28 năm ngày diễn ra trận hải chiến bảo vệ đảo Gạc Ma, quần đảo Trường Sa, Việt Nam.

## Người Việt lao động tại Thái Lan
Theo ước tính của các cơ quan chức năng của Thái Lan thì số lượng người Việt Nam hiện đang làm việc tại Thái Lan là hàng chục nghìn người (2015); có nơi cho là lên đến 500.000. Số lao động này sang Thái Lan dưới hình thức miễn thị thực giữa hai nước rồi tìm cách ở lại, tìm việc làm bất hợp pháp, tục gọi là "làm chui", chủ yếu làm các công việc phổ thông như phục vụ tại các nhà hàng, bán hàng, giúp việc gia đình.... Theo báo Vietnamnet trích từ báo Hà Tĩnh, có khoảng 10.000 lao động Hà Tĩnh làm việc tại Thái Lan, công việc chính là làm thuê trong các nhà hàng..
Trong cuộc phỏng vấn với BBC Tiếng Việt tại Bangkok hôm 23/12/205, linh mục Anthony Lê Đức, người giúp tư vấn pháp luật cho những người Việt Nam lao động bất hợp pháp, cho hay: "đa số lao động Việt Nam thường nhập cảnh Thái Lan bằng visa du lịch giới hạn lưu trú trong 30 ngày nhưng có người ở lại đến 5-10 năm để làm việc. Tình trạng đó khiến họ gặp rắc rối khi xảy ra khi gặp tai nạn lao động, bệnh tật hay tai nạn giao thông trên đất Thái". Báo Bangkok Post nói hầu hết lao động Việt Nam bất hợp pháp Việt làm phục vụ bàn trong các nhà hàng, và có nguy cơ bị phạt 5 năm tù giam và phạt tiền đến 100.000 baht nếu bị kết tội phạm Luật Người nước ngoài làm việc tại Thái..

## Phố Việt ở Bangkok
Khu phố Việt (Baan Yuan) ở Bangkok tập trung ở đường Mitrakham (ซอยมิตรคาม), khu Samsen (เข็ตสามเสน), gần Thư viện Quốc gia Thái Lan. Khu phố này còn có ngôi nhà thờ Thánh Phanxicô Xaviê do giáo dân gốc Việt lập nên từ năm 1851. Mỗi chủ nhật khúc phố sau nhà thờ đều họp chợ bán các món ăn Việt như giò lụa (muu yor), bánh xèo (khanom bueang yuan), bánh cuốn (khao kriap paak mor), bánh đa (ban daa)...
Khu vực gần nhà thờ Thomas Aquinas (Minburi) phía đông Bangkok và nhà thờ Mình Thánh Máu Thánh Chúa (Taling Chan) phía tây cũng là nơi có giáo dân người Việt sinh hoạt.

## Người nổi tiếng
- Natipong Sritong-In
- Tristan Đỗ
- Christina Aguilar
- Toni Rakkaen
- Sattaphong Phiangphor
- Thanwa Surijayak
- Korapat Kirdpan
- Chanunphat Kamolkiriluck

## Di tích
- Tháp đồng hồ ở Nakhon Phanom do người Việt hồi hương xây năm 1960[7][61]
- Tháp đồng hồ ở Udon Thani
- Nhà thờ chính tòa Chanthaburi (nguyên thủy dựng năm 1711, tái thiết 1909), hình dạng phảng phất nhà thờ Đức Bà Sài Gòn. Khu vực chung quanh nhà thờ cũng còn lưu lại một số nhà cửa kiểu người Việt.[62]
- Nhà thờ Bác Hồ tại Thái Lan[63]
- Chùa Khánh An (Udon Thani)
- Chùa Từ Tế ở thủ đô Bangkok, Thái Lan, năm 1929 Hồ Chí Minh đã giả đi tu tại ngôi chùa này để hoạt động cách mạng[64]
- Nhà Bác Hồ tại Na Khon Thanom[65]
- Khu tưởng niệm Chủ tịch Hồ Chí Minh tại Udon Thani[66][67]